# Aka (Maďarsko)
Aka (německy Acker) je obec v Maďarsku v župě Komárom-Esztergom, spadající pod okres Kisbér. Nachází se asi 12 km jihovýchodně od Kisbéru. V roce 2015 zde žilo 243 obyvatel, z nichž jsou 80,8 % Maďaři.
Sousedními vesnicemi jsou Ácsteszér a Bakonysárkány.